# Nahum Norbert Glatzer
Nahum Norbert Glatzer (geboren 25. März 1903 in Lemberg, Österreich-Ungarn; gestorben 27. Februar 1990 in Tucson, Arizona) war ein US-amerikanischer Rabbiner.

## Leben
Nahum Glatzer studierte in Frankfurt am Main zunächst an der Jeschiwa Breuer, dann an der Universität Orientalistik, Philosophie und Religionsgeschichte. 1932 erfolgte die Promotion zum Dr. phil. Ab 1923 hielt er Vorlesungen über Midrasch und Bibelexegese am Lehrhaus Frankfurt, dann lehrte er an der Universität Frankfurt jüdische Religionsgeschichte und Ethik in der Nachfolge Martin Bubers.
1938 floh Glatzer vor den Nationalsozialisten zunächst nach Palästina. Später lehrte er in den USA. Seit 1950 war er Professor der jüdischen Geschichte an der Brandeis University in Boston, seit 1957 Direktor der Abteilung für Semitistik.
Seit 1956 war er Mitglied des Direktoriums des Leo-Baeck-Institutes, New York und 1959–1960 Guggenheim Fellow. 1976 wurde er in die American Academy of Arts and Sciences aufgenommen.
Er war Mitarbeiter an der Encyclopaedia Britannica und der Encyclopaedia Judaica.
Die amerikanische Dokumentarfilmerin und Kunsthistorikerin Judith Wechsler ist seine Tochter.

## Schriften (Auswahl)

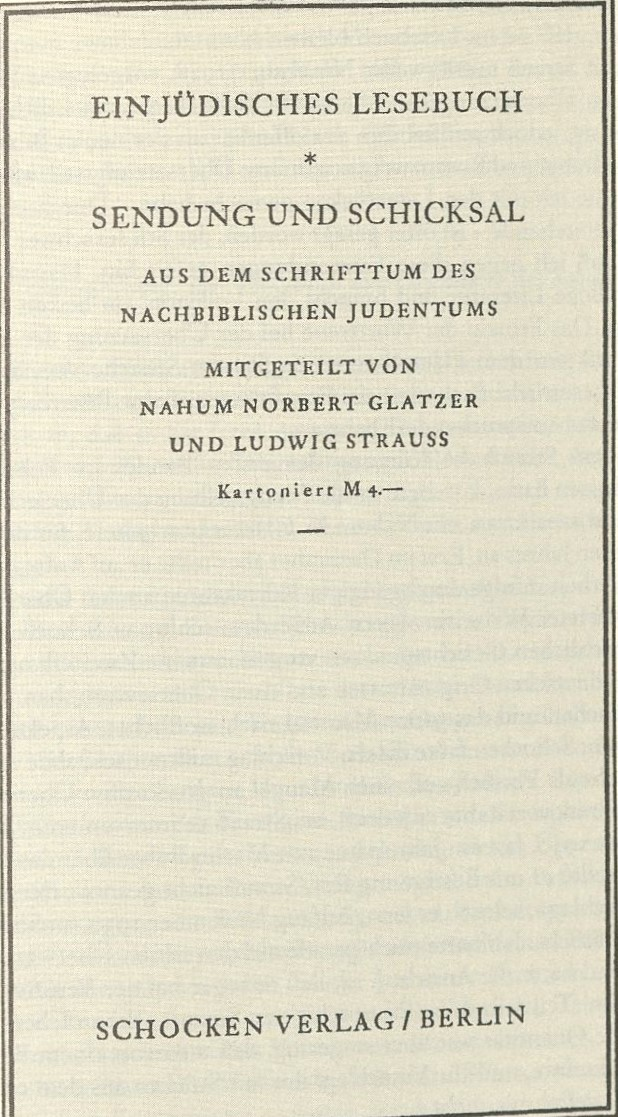
Ein jüdisches Lesebuch

- Ein jüdisches Lesebuch. Sendung und Schicksal. Aus dem Schrifttum des nachbiblischen Judentums, Berlin (Schocken) 1931 (gemeinsam mit Ludwig Strauss)
- Untersuchung zur Geschichtslehre der Tannaiten, 1932 (zugleich Diss. phil.)
- Geschichte der talmudischen Zeit, 1937
- Franz Rosenzweig, his Life and Work, 1953
- Leopold Zunz. Jude, Deutscher, Europäer, Tübingen 1964
- Hillel, Repräsentant des klassischen Judentums, Gütersloh 1966
- Moses Maimonides. Ein Querschnitt durch sein Werk, Köln 1966
- Anfänge des Judentums. Eine Einführung, Gütersloh 1966
- The essential Philo, 1970